# 카우스 오스트랄리스
카우스 오스트랄리스(Kaus Australis) 또는 궁수자리 엡실론(ε Sgr)은 천구 남반구의 궁수자리 방향에 있는 쌍성계이다. 겉보기 등급은 +1.85로 궁수자리에서 가장 밝다. 시차 자료에 의하면 이 별은 지구로부터 약 466 광년 (143 파섹) 떨어져 있다.

## 항성계
쌍성계 내 주성인 궁수자리 엡실론 A의 분광형은 B9.5 III로 광도분류 III은 이 별이 중심핵에서의 수소 공급이 고갈되어 거성으로 진화한 상태임을 의미한다. 간섭계가 측정한 이 별의 각지름은 주연감광을 고려하여 보정했을 때 1.44 ± 0.06 밀리초각이다. 지구로부터의 거리를 대입하면 A의 물리적 반지름은 태양의 약 6.8 배이다. 이는 경험적으로 얻어낸 값인 태양 반경 6.9 배와 거의 일치한다. 질량은 태양의 약 3.5 배이며 외곽 대기의 유효 온도는 9960 켈빈으로 태양 광도의 363배에 이르는 에너지를 복사하고 있다. 이 온도에서 A는 청백색의 빛을 뿜는다.
엡실론 A는 초속 236 킬로미터의 속도로 빠르게 회전하고 있다. A는 10.5 ~ 130.5 가우스 범위 힘을 지닌 자기장을 갖고 있으며 초당 1030 erg의 광도를 지닌 엑스선원이다. 엡실론 계는 초과 적외선 방출을 보이는데 이는 별 주위에 먼지로 된 원반이 존재함을 뜻한다. 원반은 그 온도로 보아 항성으로부터 평균 155 천문단위 떨어져서 공전하고 있다.
2001년 기준으로 반성 궁수자리 엡실론 B는 주성으로부터 방위각 142.3° 위치에 2.392 초각만큼 떨어져 있다. 이 거리는 약 106 천문단위로 먼지 원반보다 안쪽이다. B는 주계열성으로 질량은 태양의 95% 정도이다. 엡실론 계는 태양과의 거리로부터 예상했던 수치보다 높은 안시 선형편광 값을 보여주는데 이는 반성에서 나온 빛이 원반을 지나가면서 흩어지기 때문으로 보인다. 반성은 1993년 적응광학 코로나그래프를 이용하여 발견했으며, 그 전에는 B가 계의 스펙트럼에 일으키는 불규칙성을 주성 때문에 생기는 것으로 인식했었다. 주성으로부터 32.3 초각 떨어진 곳에 또 다른 동반성으로 추정되는 후보 별이 하나 있다.

## 명명법
전통적으로 불러오던 이름 카우스 오스트랄리스(Kaus Australis)는 아랍어 قوس ('카우스', 활)와 라틴어 austrālis ('아우스트랄리스', 남쪽)에서 유래했다. 2016년 국제천문연맹(IAU)은 항성의 고유 명칭들을 표준화 및 목록화할 목적으로 항성명칭 워킹그룹(WGSN)을 조직했다. 2016년 7월 WGSN이 최초로 고시한 항성명 목록에 카우스 오스트랄리스가 포함되었으며 이 명칭은 계 구성원 중 A에 부여되었다.
궁수자리 엡실론(ε Sgr)은 항성계를 바이어 명명법으로 표기한 것이다.
《알 악사시 알 무아케트 성표》에 이 별은 Thalath al Waridah (탈라스 알 와리다) 또는 Thalith al Waridah (탈리스 알 와리다)로 표기되어 있으며 이는 와리다 중 세 번째라는 뜻이다.
중화권에서 엡실론은 기수(箕宿)에 속해 있다. 기수는 카우스 오스트랄리스, 궁수자리 감마, 궁수자리 델타, 궁수자리 에타로 이루어져 있다. 이 중 엡실론 하나만을 부르는 이름은 기수3(宿三箕)이다.
카우스 오스트랄리스와 함께
- 궁수자리 감마, 궁수자리 델타, 궁수자리 제타, 궁수자리 람다, 궁수자리 시그마, 궁수자리 타우, 궁수자리 피는 '찻주전자' 별자리를 구성한다.[23]
- 궁수자리 감마, 궁수자리 델타, 궁수자리 에타는 '알 나암 알 와리드'(النعم الوارد, '나아가는 타조들')의 구성원들이었다.[24]
- 궁수자리 감마, 궁수자리 델타는 아카드어로 '신-눈-투' 또는 '시-누-툼'으로 불렸으며 그 뜻은 '제비'이다.[24]

카우스 오스트랄리스는 바빌로니아 천문학 개요서 물.아핀에 마.구르8로 수록되어 있으며 '짖는 소리'를 뜻한다.
브라질 마투그로수주의 칼라팔루 족은 이 별과 전갈자리의 람다, 이오타, 세타, 누, 웁실론, 로를 통틀어 '타우기 쿠수구'로 부르며 그 뜻은 '타우기의 낚시 바구니'이다.